# Omicron Capricorni
Omicron Capricorni (12 Capricorni) é uma estrela binária na direção da constelação de Capricornus. Possui uma ascensão reta de 20h 29m 53.89s e uma declinação de −18° 34′ 58.7″. Sua magnitude aparente é igual a 5.94. Considerando sua distância de 239 anos-luz em relação à Terra, sua magnitude absoluta é igual a 1.62. Pertence à classe espectral A1V.